# Holderbank, Solothurn
Holderbank är en ort och kommun i distriktet Thal i kantonen Solothurn, Schweiz. Kommunen har 753 invånare (2023).